# 戸田与三郎
戸田 与三郎（とだ よさぶろう、1920年2月20日 - 1986年）は、奈良県出身のプロ野球選手（三塁手）、高校野球監督。

## 来歴・人物
畝傍中学（現・奈良県立畝傍高等学校）卒業後、1939年3月10日に南海軍に入団。翌1940年に一軍出場を果たし、3月18日の巨人戦（西宮球場。トリプルヘッダーの3試合目だった）で初出場。しかし、自身の成績不振と戦局の悪化に伴い、一軍出場の期間は約1ヶ月と短く、4月20日の名古屋軍（鳴海球場）が最終出場となった。1940年シーズン終了後、軍に入営し、そのまま現役引退した。
戦後は、奈良県立高田高等学校の監督に就任。高田高校を1955年春の甲子園に導き、ベスト4に入る健闘をみせた（準決勝で稲川東一郎率いる桐生高〈この大会準優勝〉に3－6で惜敗）。1976年に息子の戸田哲嗣に監督の座を譲って、勇退した。1986年に死去。享年65～66。
僅か16試合、11失策に30打数1安打（打率.033）と全く見るべきではない成績のように思えるが、四球を13個も選んでおり、極めて選球眼に優れていた（ちなみに三振は10個であり、四球より少ない）。1940年3月24日のイーグルス戦（後楽園球場）では3打席連続で四球を選び、南海の勝利に貢献した。出塁率は.326にもなり、IsoD（出塁率－打率）が.293と驚異的な成績を残している。

## 詳細情報

### 年度別打撃成績
| 年 度     | 球 団     | 試 合 | 打 席 | 打 数 | 得 点 | 安 打 | 二 塁 打 | 三 塁 打 | 本 塁 打 | 塁 打 | 打 点 | 盗 塁 | 盗 塁 死 | 犠 打 | 犠 飛 | 四 球 | 敬 遠 | 死 球 | 三 振 | 併 殺 打 | 打 率 | 出 塁 率 | 長 打 率 | O P S |
| --------- | --------- | ----- | ----- | ----- | ----- | ----- | -------- | -------- | -------- | ----- | ----- | ----- | -------- | ----- | ----- | ----- | ----- | ----- | ----- | -------- | ----- | -------- | -------- | ----- |
| 1940      | 南海      | 16    | 44    | 30    | 5     | 1     | 0        | 0        | 0        | 1     | 0     | 0     | --       | 1     | 0     | 13    | --    | 0     | 10    | --       | .033  | .326     | .033     | .359  |
| 通算：1年 | 通算：1年 | 16    | 44    | 30    | 5     | 1     | 0        | 0        | 0        | 1     | 0     | 0     | --       | 1     | 0     | 13    | --    | 0     | 10    | --       | .033  | .326     | .033     | .359  |

### 背番号
- 10 （1939年 - 1940年）